# Julia (pel·lícula de 2008)
Julia és una pel·lícula francesa estrenada l'any 2008 i dirigida per Erick Zonca. Inspirada en Glòria de John Cassavetes.

## Repartiment
- Tilda Swinton: Julia
- Saul Rubinek: Mitch, fidel amiga de Julia, antiga alcohòlica Anònima
- Aidan Gould: Tom, el noi de 8 anys pres per Julia
- Kate del Castillo: Elena, la veïna mexicana de Julia i mare de Tom
- Bruno Bichir: Diego Rodriguez, a primera trobada de Julia a Tijuana
- Horacio Garcia Rojas: Santos, el segrestador mexicà
- Jude Ciccolella: Nick, l'ex de Julia el qual refusa de col·laborar amb el segrestador
- Gaston Peterson: Miguel, el taxista que serveix d'intermediari amb els segrestadors mexicans
- Eugene Byrd: Leon, proveeix el revòlver a Julia
- Kevin Kilner: Johnny
- John Bellucci: Phillip